# تومبل (مترو باريس)
تومبل (بالفرنسية: Temple)‏ هي محطة مترو تابعة لمترو باريس تقع في فرنسا في الدائرة الثالثة في باريس.[بحاجة لمصدر]